# Cnodalomyia obtusa
Cnodalomyia obtusa är en tvåvingeart som beskrevs av Hull 1962. Cnodalomyia obtusa ingår i släktet Cnodalomyia och familjen rovflugor. Inga underarter finns listade i Catalogue of Life.